# Jotex
Jotex Sweden AB grundades av Sven-Åke Johansson 1963 och fick sitt namn som en förkortning av Johanssons textil.

## Verksamhet
Efter en inledning som gardinspecialist skapades en produktkatalog. Efter lansering av hemsida 1997 övergick företaget från postorder till e-handel. Efter att ha bedrivit Sveriges största nätbutik för hemtextil och dekoration. har företaget alltmera marknadsfört sig som en destination för heminredningsmode.
Företaget är medlem i Svensk Digitalhandel..
Företaget har all verksamhet lokaliserad till Borås och distribuerar sina varor till Sverige, Norge och Finland. med flera europeiska marknader.

## Ägande
Efter att ha utgjort större delan av Borås Wäfveris handelsrörelse såldes Jotex 2004 till Ellos Group.